# Каштелу-Бранку (Орта)
Каштелу-Бранку (порт. Castelo Branco)  —  район (фрегезия) в Португалии,  входит в округ Азорские острова. Расположен на острове Файял. Является составной частью муниципалитета  Орта. Население составляет 1349 человек на 2001 год. Занимает площадь 24,33 км².
Покровительницей фрегезии почитается святая Екатерина Александрийская. Праздник ежегодно празднуется 25 ноября.